# Pedro Porcel Torrens
Pedro Porcel Torrens (València, 21 de febrer de 1959) és un teòric, estudiós, editor i crític de còmics.
El 2007, al costat d'Álvaro Pons i Paco Camarasa fou comisari d'una exposició que repassava la història del còmic valencià. En 2010 abordà el quadern d'aventures en Tragados por el abismo, també publicat per l'editorial desapareguda Edicions de Ponent.
El 2012 va rebre el XXXV Premi Diario de Avisos al millor comentarista del còmic nacional. Al desembre de 2014 presenta el seu últim treball, Superhombres ibéricos.